# Culcasia bosii
Culcasia bosii är en kallaväxtart som beskrevs av Ntépé-nyamè. Culcasia bosii ingår i släktet Culcasia och familjen kallaväxter. Inga underarter finns listade.